# Matricaire maritime
Tripleurospermum maritimum

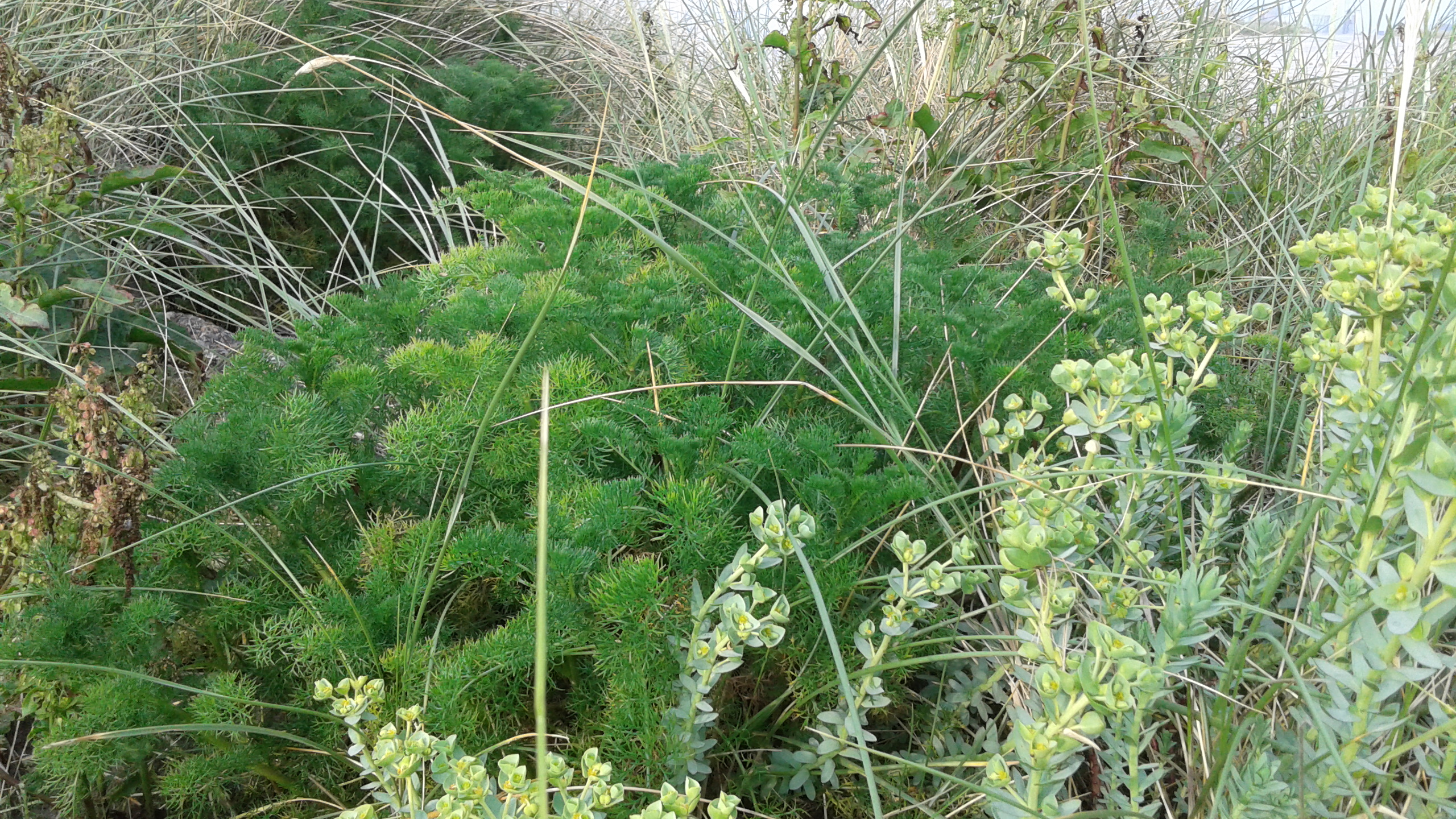
touffe de matricaire maritime entre euphorbe et oyat.

Espèce
Classification phylogénétique
La matricaire maritime, Tripleurospermum maritimum (anciennement Matricaria maritima L.), est une espèce de plante à fleurs de la famille des Astéracées et du genre Tripleurospermum.

## Description
Ce sont des plantes herbacées aux tiges couchées aux feuilles très découpées en lanières et charnues. Les Capitules sont formés de fleurs tubulées jaunes (disque central) entourées de fleurs ligulées blanches. La plante est inodore.